# Eurafrika

Die Europäische Union bezog Algerien in ihrer Frühzeit als Teil des französischen Kernlandes mit ein; das nach dem Bürgerkrieg unabhängige Land verließ die Union 1962 (noch vor Grönland, welches 1982 ausschied).

Der Begriff Eurafrika beruht auf einer Vorstellung, die von der Komplementarität und gegenseitigen Abhängigkeit der beiden Kontinente Afrika und Europa ausgeht. Das Konzept erschien im 19. bis 20. Jahrhundert brauchbar zur Beschreibung des historisch komplexen Beziehungsgeflechtes der beiden Kontinente und zur Rechtfertigung der Fortführung kolonialer Machtstrukturen.
Eurafrika entwickelte sich im Spätkolonialismus zum realen politischen Projekt innerhalb komplexer Strukturen zwischen der EWG, Frankreich und ehemaligen französischen Kolonien in Afrika, welche im Jahr 1958 zur EWG assoziiert wurden. Bis zum heutigen Zeitpunkt lässt sich in Handelsvereinbarungen und entwicklungspolitischen Abkommen zwischen den ungleichen Partnern EU und Afrika eurafrikanischer Grundgehalt nachzeichnen.

## Ursprünge des Begriffs
In Anbetracht des damaligen europäischen liberalen Zivilisationsglaubens, Sub-Sahara-Afrika in den europäischen Kontinent einzubinden, entstand bereits Ende des 19. Jahrhunderts das Konzept eines eurafrikanischen Doppelkontinentes. Afrika sollte in ein fortschrittliches und vereintes Europa innerhalb einer gemeinsamen eurafrikanischen Interessen- und Wirtschaftsgemeinschaft einbezogen werden um den europäischen Einfluss in den Kolonien zu sichern.
In den 1920er Jahren gewann die Konzeption „Eurafrika“ innerhalb ideologisch geprägter integrationspolitischer Bewegungen an Prominenz und Tragweite. Namentlich wurde der Begriff zum ersten Mal von der Paneuropa-Union verwendet, die im Jahr 1922 unter Führung des Österreichers Richard Nikolaus Coudenhove-Kalergi gegründet wurde. Angesichts der Schrecken des Ersten Weltkrieges, der Ruhrbesetzung und der anhaltenden Grenzkonflikte zwischen Frankreich und Deutschland vertrat der Kosmopolit Coudenhove-Kalergi die Vorstellung eines friedlichen Europas durch die Organisation der Wirtschaft auf kontinentaler Ebene und der Vermittlung von Europa als spiritueller und weltanschaulicher Einheit.
Das Projekt Eurafrika spielte in der Vision einer wirtschaftlichen und geopolitischen Blockbildung insofern eine Rolle, als Afrika die notwendige Fläche unter europäischer Herrschaft darstelle, um die Schaffung eines mächtigen Europas zu sichern. Nur im Rahmen einer „Gemeinsamen Erschließung der Europäischen Kolonien“ zur Versorgung von Europa mit Ressourcen, könnten, so Coudenhove-Kalergi, die Westeuropäer eine dritte Kraft gegen östliche und westliche Mächte bilden.
Somit ließe sich die Synergie europäischer Staaten für die „Bewirtschaftung“ Afrikas im damaligen Kontext der Rassentrennung durchaus als identitätsstiftendes Moment der europäischen Bevölkerung deuten, denn Eurafrika vereine „die höchste Kulturvölker der weißen Rasse mit den primitivsten Naturvölkern der schwarzen“. Aus dem Zusammenschluss profitiere Europa zusätzlich von neuen Absatzmärkten und Lebensraum, Afrika im Gegenzug von der europäischen Moralität, Kultur, dem zivilen Fortschritt und demokratischen Strukturen. In dem Irrglauben, die Europäer träten nicht als Unterdrücker, sondern als Befreier der schwarzen Rasse auf, zeichnete sich in der programmatischen Skizze des Doppelkontinentes Eurafrika ein rassistischer, realitätsverzerrender Fortschrittsglauben ab, welcher sich mit imperialistischen europäisch-föderalistischen Grundgedanken verband.
Der Entwurf eines Doppelkontinents hatte es in der unmittelbaren Nachkriegszeit schwer, sich in realpolitische Strategien zu transformieren. Coudenhove-Kalergi plante keineswegs eine Weiterentwicklung nationaler Eigeninteressen, sondern proklamierte vorrangig ein Friedensprojekt durch die gemeinsame Nutzung wirtschaftlicher, militärischer und politischer Ressourcen der benachbarten Kontinente.
Das Projekt Eurafrika als asymmetrische, auf kolonialen Grundgedanken basierende Gemeinschaft zwischen Afrika und Europa, bildete im Folgenden unter Schriftstellern, Politikern und Wirtschaftsführern einen historischen Mythos, welcher sich jedoch nach dem Zweiten Weltkrieg im Prozess der europäischen Integration in den 1950er Jahren zum realitätserzeugenden Projekt entwickelte.

## Die Institutionalisierung Eurafrikas in der Nachkriegszeit
Bei der Betrachtung der Ausgangssituation der Europäischen Integration fällt aus kolonialpolitischer Sichtweise auf, dass vier der sechs Gründungsstaaten noch Kolonialmächte waren und somit die Gründung der Europäischen Gemeinschaft nicht frei von kolonialpolitischen Ambitionen zu verstehen ist. Zwar hatten sich Italien und die Niederlande von ihren Kolonien getrennt, auch Deutschland verlor seine Kolonien bereits im Ersten Weltkrieg, doch verfolgten Belgien und insbesondere Frankreich nach wie vor eigennützige machtpolitische Strategien zum Erhalt ihres kolonialen Imperiums.
Eurafrika ist somit untrennbar im Kontext von pazifistischen, ökonomischen und geopolitischen interessenleitende Ideen der europäischen Integrationsgeschichte zu interpretieren. Der europäische Einigungsprozess wird in der europäischen Integrationsforschung jedoch stark vom Gedanken des Fortschritts, der Friedenssicherung, sowie der Schaffung einer europäischen Solidarität und eines gemeinsamen Wirtschaftsraumes dominiert. Die Vernachlässigung der Klärung der kolonialen Frage, so Hansen und Jonsson in ihrem Forschungsprojekt zu Eurafrika (2011), ließe sich vor allem auf die Transformation der Kolonialisierung von nationalen kolonialen Projekten zu einer gemeinschaftlichen „europäischen Kolonialisierung“ Afrikas während der Gründungsjahre der Europäischen Gemeinschaft zurückführen.
Da die Konzeption Eurafrika nicht vornehmlich Ziel und Leitidee aller sechs EWG-Gründerväter darstellte, ist Letzteres im Wissenschaftsdiskurs jedoch umstritten. Frankreich nahm eine besondere Rolle in der Verhandlung um die Integration der Überseeterritorien im Jahr 1956 ein. Es sei daher wahrscheinlicher anzunehmen, dass die Entwicklungskooperation Eurafrika als eine Art Kompensationszahlung zur Einwilligung Frankreichs zum Gemeinsamen Markt fungierte, so Gary Marks in seiner Kritik an den Ausführungen von Hansen und Jonsson.

### Die Rolle Frankreichs
Die Meinung, dass Frankreichs treibende Kraft im Prozess der Europäischen Integration vor allem auf das französische Bestreben zurückzuführen ist, den Einfluss in Afrika zu erhalten und zu verstärken, wird von vielen Europa-Wissenschaftlern geteilt.
Die Festigung der Beziehungen von Frankreich und dem französischen Kolonialreich wurde bereits auf Basis der Union française, ein das französische Kolonialreich umfassender Wirtschaftsgroßraum, welcher im Jahr 1946 institutionalisiert wurde, gewährleistet.
Die geostrategische Wichtigkeit der afrikanischen Kolonien in Subsahara-Afrika ergab sich zudem aufgrund der Weigerung der asiatischen Kolonien wie Indochina, dem Bündnis beizutreten. Im Zuge des Endes des Zweiten Weltkrieges geriet die autarke Afrikapolitik Frankreichs zunehmend in eine internationale und interne Legitimationskrise, welche durch neue Formen der investitions-getriebenen Entwicklungspolitik in den afrikanischen Kolonien gelöst werden sollte.
Indem die Europäische Wirtschaftsgemeinschaft finanzielle Mittel zur Stabilisierung der afrikanisch-französischen Beziehungen in den ehemaligen Kolonien zur Verfügung stellte, als auch die gemeinsame Europäische Entwicklungspolitik sich am Entwicklungsmodell Frankreichs orientierte, führte zunächst auch die frühe Europäische Gemeinschaft koloniale Strukturen im frankophonen Afrika weiter. Die gleichzeitige Existenz von bilateralen französisch-afrikanischen Abkommen und multilateralen Entwicklungskonzepten der EWG sorgte für eine kompetitive Situation in der jungen europäischen Gemeinschaft. Da die Europäische Entwicklungspolitik, gleich nach der gemeinsamen Agrarpolitik, eines der aktivsten Politikfelder der jungen Gemeinschaft wurde, setzte eine gewisse „Europäisierung“ der kolonialen Beziehungen Frankreichs ein. Besser gesagt, musste Frankreich im Zuge der Europäischen Integration seine Entwicklungsstrategie aus dem kolonialen Zeitalter in Richtung eines nachhaltigen dekolonisierten Politikfeldes verändern.
Das politische Schlagwort Eurabia nimmt einige der Aspekte wie tatsächliche Vernetzung im Umfeld der Eurafrikadiskurses im rechtspopulistischen Umfeld mit auf.

### OEEC, Haager Kongress und die Gründung des Europarats
Die Gründung der OEEC im Jahr 1948 (Organisation für europäische wirtschaftliche Zusammenarbeit, später Organisation für wirtschaftliche Zusammenarbeit und Entwicklung OECD) war eine der ersten institutionalisierten Instanzen Eurafrikas in Form einer integrierten Arbeitsgruppe für die kolonialen Überseegebiete. Mit intensiver europäischer Zusammenarbeit im Kolonialbereich sollte die wirtschaftliche und soziale Entwicklung, insbesondere in Afrika, durch private und öffentliche Investitionen in den Überseegebieten vorangetrieben werden.

„It is in the interest of the whole free world that the [colonial] territories, which form part of it, should endeavor to speed up and increase the production of scarce material“

 Großbaupläne zur Förderung der Infrastruktur, Landwirtschaft, Wasserversorgung in den afrikanischen Kolonien, wenn auch bescheidener formuliert als in der Zwischenkriegszeit, zeugen von einer Fortführung eines eurafrikanischen Großprojektes unter spätkolonialen Vorzeichen.
Der Haager Kongress 1948 gab die Initialzündung zur Gründung des Europarates, welcher sich bezüglich Afrika mit Worten der Entwicklung der kolonialen Territorien zum kollektiven Nutzen für Westeuropa äußerte. Dieser Nutzen bestehe, so Palayret (2005) in seinen Ausführungen über die Inhalte des Kongresses, in der Schaffung von neuen Märkten und Lebensraum, sowie im Auftreten Europas als „Dritte Kraft“ in der Weltpolitik durch die Integration der afrikanischen Kolonien in die europäischen Staaten.

### Die Schuman-Erklärung
Die Schuman-Erklärung vom 9. Mai 1950 wird in Europa als Geburtsstunde der EU gefeiert. Die deutsch-französische Vereinigung der Kohle- und Stahl-Produktion gilt nicht nur als Zeichen des Friedens, Solidarität und wirtschaftlicher Kooperation zwischen den EU-Staaten, sondern auch als gemeinschaftliche geopolitische Entscheidung im Umgang mit Afrika. Die aus der Produktionsgemeinschaft geschaffenen Ressourcen werden

„der gesamten Welt ohne Unterschied und Ausnahme zur Verfügung gestellt…, um zur Hebung des Lebensstandards und zur Förderung der Werke des Friedens beizutragen. Europa wird dann mit vermehrten Mitteln die Verwirklichung einer seiner wesentlichsten Aufgaben verfolgen können: die Entwicklung des afrikanischen Erdteils abzuleiten“

Mit diesen Worten schuf der Schuman-Plan nicht nur die Basis für die Europäische Gemeinschaft für Kohle und Stahl mit Italien, Westdeutschland, Frankreich und den Beneluxländern, sondern trat gleichzeitig einen ersten vertraglichen Schritt in Richtung der Realisierung des Projektes Eurafrika. Da sich erst in den frühen 1950er Jahren die militärisch, politisch und ökonomisch labile Nachkriegsstruktur stabilisierte, konnten mit der Gründung erstmals gewisse Ressourcen in Europa und Afrika zusammengelegt werden, um den ökonomischen Nutzen für die ehemaligen Kolonisatoren zu erhöhen und Frankreichs Großmacht und Kolonialreich abzusichern.
Die Zuspitzung der militärischen Auseinandersetzungen im Kampf um der Unabhängigkeit im französischen Indochina und Algerien zeigt auf, dass trotz des eurafrikanischen Grundgehaltes des Schuman-Planes und des Vertrages der EGKS keine Dekolonisationsstrategie zu erkennen war. Kolonialhistoriker der frühen 1980er Jahre wiesen bereits darauf hin, dass Frankreich bis zur tatsächlichen Unabhängigkeit der afrikanischen Territorien bis zum Jahr 1960 keine Dekolonisationspolitik anwendeten.

### Bedeutung der Sueskrise
Der Abzug von französisch-britischen Militärgruppen aus Ägypten im Jahre 1956 nach Einschreiten der Vereinten Nationen und der Sowjetunion stellte sowohl einen Höhepunkt des Kalten Kriegs als auch einen Wendepunkt der westlichen Einigungspolitik dar. Die nur noch begrenzte Macht und Handlungsfähigkeit der ehemaligen Kolonialmächte Frankreich und England erzeugte einen Bewusstseinswandel in Richtung Dekolonisierung Afrikas und Integration der europäischen Staaten als Dritte Macht gegen die Vereinten Nationen und die Sowjetunion.

### Die Römischen Verträge und die EWG-Assoziierungspolitik
Die Römischen Verträge von 1957 zur Gründung der Europäischen Wirtschaftsgemeinschaft, als Ausgangspunkt für den Gemeinsamen Markt der beteiligten Länder implizierten die Anfänge einer europäischen Afrikapolitik, und damit auch die Institutionalisierung von Eurafrika.
Insbesondere die Motivation Frankreichs im Prozess der Europäischen Einigung muss vor dem Hintergrund einer europäischen Institutionalisierung kolonialer Machtstrukturen in Afrika interpretiert werden. Aus wirtschaftlicher Perspektive erscheinen Frankreichs Beweggründe plausibel: Rund ein Viertel der französischen Importe stammten aus den Kolonien, in welchen Exporte aus Frankreich durch protektionistische Zollmaßnahmen einen geschützten Markt fanden. Von französisch-afrikanischen Handelsbeziehungen hingen im Jahr 1957 rund 300.000 Arbeitsplätze ab. Mit einem Mitte der 1950er Jahre beginnenden Transformationsprozess der französisch-afrikanischen Beziehungen stellt Frankreich geradezu einen „Sonderfall der internationalen Nord-Südbeziehungen“ dar.
In diesem Kontext oszillierte Frankreichs Transformation der Afrikapolitik zwischen fortbestehenden kolonialen Denkweisen und neuen Entwicklungspostulaten, welche in den Bedingungen für die Vertragsverhandlungen der Europäischen Wirtschaftsgemeinschaft zum Ausdruck kamen. Die conditio sine qua non zur Unterzeichnung der Römischen Verträge besagte,
- dass Frankreich nur dem Gemeinsamen Markt beitreten wird, wenn sich alle EGKS Mitglieder verpflichtet fühlten, sich bei der französischen Dekolonisation in Afrika zu beteiligen
- der damit verbundenen Assoziation der Überseegebiete aller Mitgliedsstaaten in den Gemeinsamen Markt zu integrieren und damit gegenseitigen Marktzugang zu gewährleisten
- die Lösung der Entwicklungsproblematik Frankreichs innerhalb einer Gemeinsamen Europäischen Entwicklungspolitik zu betten.

Deutschland, die Niederlande und Luxemburg zeigten sich den Forderungen skeptisch gegenüber. Die ökonomischen Verpflichtungen erschienen wenig attraktiv für die Mitgliedstaaten, die von kolonialen Beziehungen befreit waren. Deutschland sah in der Vertragsunterzeichnung jedoch die Chance, seine Außenwahrnehmung nach dem Zweiten Weltkrieg im Rahmen einer Versöhnung mit Frankreich zu verbessern. Trotz innenpolitischer Unstimmigkeiten wurde nach Verhandlungen zwischen Adenauer und de Gaulle die Kolonialgebiete unhinterfragt assoziiert und der Europäische Entwicklungsfonds ins Leben gerufen.

„Schließlich werden die überseeischen Länder und Hoheitsgebiete der Gemeinschaft assoziiert, um den Handelsverkehr zu steigern und die wirtschaftliche und soziale Entwicklung durch gemeinsame Bemühungen zu fördern“

Mit der Assoziierung von sechs Überseegebieten Frankreichs und Belgiens wurde die Interdependenz zwischen der kolonialen Frage und der Europäischen Integration institutionalisiert. Ähnlich wie schon der Schuman-Plan und die Gründung der EGKS innereuropäischen Frieden und ökonomische Vorteile für die Mitgliedsstaaten beabsichtigten, war auch das Ziel der „Eurafrikanischen Gemeinschaft“, eine gleichberechtigte Entwicklungspartnerschaft zwischen Europäern und Afrikanern herzustellen. Zwar propagierte die Partnerschaft die Sicherung des eurafrikanischen Friedens im Sinne einer völkerrechtlichen Unabhängigkeit Afrikas, der Schlüsselbegriff „Eurafrikanische Interdependenz“ bezog sich jedoch vielmehr auf europäische Investitionen in die ökonomische und soziale Entwicklung in den afrikanischen Ländern und Territorien. Ebenso war die Assoziationspolitik im Rahmen der Römischen Verträge vor dem Hintergrund der Öffnung der Märkte in den afrikanischen Überseegebieten vielmehr eine Strategie des Schutzes von kolonialen Märkten und des Ressourcenzugewinns für Europa als eine europäische Dekolonisationsstrategie.
Die EWG-Gründerstaaten profitierten somit nicht nur stärker von der Wirtschaftskooperation mit Afrika beim Absatz ihrer Industrieprodukte und der Rohstoffversorgung, der eurafrikanische Zusammenschluss ermöglichte schließlich auch eine stärkere Machtposition zwischen den Fronten des Kalten Krieges. Umgekehrt fanden die Forderungen nach politischer Souveränität und Dekolonisation seitens der afrikanischen Gebiete kein Gehör während der Verhandlungen. In diesem Kontext könnte die Fortführung eurafrikanischer Strukturen innerhalb der EWG auch als Strategie interpretiert werden, die panafrikanische Bewegung und jede Art von regionaler afrikanischer Integration zu behindern. Nkrumah, ghanaischer Sprecher der Afrikanischen Unabhängigkeitsbewegung, bezeichnete daher die Pan-Afrikanische Bewegung als einzigen Weg, sich von neo-kolonialen Strukturen zu entfernen und wirtschaftliche Unabhängigkeit des Kontinents zu erreichen.

## Eurafrikanischen Entwicklungskonzepte

### Der Europäische Entwicklungsfonds
Als „Implementing Convention“ wurden die einzelnen Bestimmungen zur Durchsetzung des EEF in die Römischen Verträge aufgenommen am 1. Januar 1958 in Kraft gesetzt. „Neben 20 französischen Kolonien in Afrika sowie sieben weiteren französischen Überseegebieten zählten zwei belgische Gebiete (Kongo, Ruanda-Urundi), ein italienisches Gebiet (Somalia) und ein niederländisches Gebiet (Neu-Guinea) dazu. Zunächst für fünf Jahre (1958–1963) geltend, belief sich der EEF auf 581 Mio. US$.“
Auf Basis der Grundlage der Entwicklungsvereinbarung einer statusgleichen und gleichberechtigten Partnerschaft musste der EEF nach Ablauf des Abkommens im Jahr 1963 in einen neuen Modus der entwicklungspolitischen Zusammenarbeit überführt werden. Im Brüsseler Assoziierungsausschuss war man bemüht – insbesondere im Zuge der Unabhängigkeit der meisten afrikanischen Territorien – im Rahmen des EEF die Beziehungen zwischen der EWG und den assoziierten Gebieten innerhalb eines neuen Abkommen neu zu konfigurieren. Die enge Entwicklungszusammenarbeit mit Afrika sollte auf „freiwilliger“ Basis fortgesetzt und die ökonomischen Bindungen stabilisiert werden. Den afrikanischen Staaten sollte gleichzeitig die Gelegenheit zur Bestätigung ihrer Souveränität und Unabhängigkeit gegeben werden.

### Multilaterale Abkommen im Zuge der Dekolonialisierung (Yaoundé, Lomé)
Das Yaoundé-Abkommen aus dem Jahr 1963 mit einer erneuten Laufzeit von fünf Jahren umfasste dabei 18 afrikanische Staaten (AASM-Staaten, Associated African States and Madagascar), zu denen sich im Rahmen des Yaoundé-II Mauritius anschloss. Zwar befreite sich die eurafrikanische Partnerschaft dank dieser multilateraler Abkommen und Wirtschaftsvereinbarungen im Laufe der 1960er Jahre von den spätkolonialen Fesseln der EWG-Gründungsjahre in Richtung eines „Integrationsleitbildes“, die Handelsprivilegien für die europäischen Staaten wurden jedoch nicht vollständig aufgehoben.
Von Beginn an sorgte daher die Unterzeichnung der Verträge für Kritik seitens afrikanischer Führungsgruppen. In der Tat bezogen sich die EU deutlich auf Elemente der Eurafrika-Ideologie der Komplementarität und Interdependenz bei der Unterzeichnung des Nachfolgeabkommen Lomé

„We are dependent on the Third World here and now as well as in the future. It, in turn, depends on us to a considerable degree. Our interests are linked. We should, therefore, try to express this dependence clearly and irrevocably.“

Das Lomé-Abkommen aus dem Jahr 1975 zwischen den EG-Ländern und 77 Entwicklungsländern in Afrika, Karibik und Pazifik (AKP-Staaten) wurde zusammen mit den assoziierten Commonwealth-Ländern als Beginn eines neuartigen Nord-Süd-Dialoges erachtet und in den folgenden Jahren mit Nachfolgerverträgen erweitert (Lomé II 1979, Lomé III 1984, Lomé IV 1989 und Cotonou-Abkommen 2000). Während einige der Meinung sind, dass viele Elemente der Lomé-Konvention dringend liberalisiert werden sollten, betrachten andere die multilateralen Verträge als Verfestigung einer post-kolonialen Kooperation. Letzteres geht davon aus, dass die EU für „neo-koloniale“ (Re)-produktionsprozesse durch die Fortführung der ökonomischen, wissenschaftlichen und kulturellen Einflussnahme auf Afrika verantwortlich zu sei.
Fakt ist, dass das Konzept Eurafrika in den Strukturen bestehender völkerrechtlicher Entwicklungskooperationen noch immer enthalten ist, da die Handelsbeziehungen zwischen der heutigen EU und den AKP-Staaten nicht separat von spätkolonialen Interaktionen zwischen Afrika und den Europa betrachtet werden können.